# Bradley Wiggins
Sir Bradley Marc Wiggins, CBE (* 28. April 1980 in Gent, Belgien) ist ein ehemaliger britischer Radrennfahrer.
Er ist fünffacher Olympiasieger, Gewinner der Tour de France 2012 und achtmaliger Weltmeister, darunter siebenmal auf der Bahn und einmal im Einzelzeitfahren auf der Straße.

## Werdegang

### Erfolge in allen Bahn-Ausdauer-Disziplinen
Bradley Wiggins wurde 1980 als Sohn eines australischen Vaters und einer britischen Mutter im belgischen Gent geboren (siehe Privates). Zunächst konzentrierte er sich jahrelang hauptsächlich auf den Bahnradsport. Seinen ersten größeren Erfolg feierte er bei den Commonwealth Games 1998 in Kuala Lumpur. Hier gewann er mit der englischen Auswahl die Silbermedaille. 2000 wurde er bei den Bahnweltmeisterschaften zum ersten Mal Zweiter in der Mannschaftsverfolgung. Diesen Erfolg wiederholte er 2001 und 2003. Außerdem wurde er mit der britischen Mannschaft 2002 Dritter. Bei den Olympischen Spielen 2000 in Sydney sicherte er sich in der Mannschaftsverfolgung die Bronzemedaille. Während der Commonwealth Games 2002 in Manchester holte er sich in der Einer- und in der Mannschaftsverfolgung die silberne Medaille. Bei der Weltmeisterschaft 2003 wurde er zum ersten Mal Weltmeister in der Einerverfolgung.
Bei den Olympischen Spielen 2004 in Athen wurde er zunächst Olympiasieger in der Einerverfolgung. Zwei Tage später holte er mit der britischen Mannschaft Silber in der Mannschaftsverfolgung und weitere zwei Tage später sicherte er sich zusammen mit Rob Hayles Bronze im Madison. Am 31. Dezember 2004 wurde er für seine Leistungen im Sport mit dem OBE und 2009 mit dem CBE ausgezeichnet.
Wiggins wurde 2002 bei dem französischen Straßenradsportteam La Française des Jeux Profi. 2003 konnte er den Prolog der Tour de l’Avenir für sich entscheiden.
Nach zwei Jahren wechselte er zu Crédit Agricole und 2006 zum französischen ProTeam Cofidis. Nach zwei Jahren Cofidis wechselt er zur Saison 2008 zum Team High Road. In diesem Jahr gewann er bei den Olympischen Spielen in Peking Gold in der Mannschafts- und in der Einzelverfolgung. Zur Saison 2009 wechselte er zum Team Garmin-Slipstream. Nach wieder nur einem Jahr in diesem Team folgte zur Saison 2010 ein weiterer Wechsel, diesmal zum neu formierten britischen Sky Professional Cycling Team.

### Umstieg auf die Straße und Sieg bei der Tour de France
Zur Saison 2009 bereitete sich Bradley Wiggins intensiv auf die Straßenrennen vor. Er reduzierte sein Körpergewicht und trainierte gezielt das Befahren langer Berge und Pässe. Bei der Tour de France 2009 zahlte sich dies aus: Nachdem Wiggins lange Zeit auf dem dritten Gesamtrang gelegen hatte, belegte er schließlich in Paris den vierten Platz.
Die Tour de France 2011 bestritt Wiggins – wie auch im Folgejahr und beim Giro d’Italia 2012 – aufgrund einer Asthma-Diagnose unter Einnahme des auf der Dopingliste stehende Mittels Triamcinolon, für das er eine Ausnahmegenehmigungen (TUE) vom Weltverband UCI erhielt. Auf der Tour de France 2011 lag er bis zur siebten Etappe auf dem sechsten Platz mit 10 Sekunden Abstand auf den Führenden, als er stürzte und wegen eines Schlüsselbeinbruchs aufgeben musste.

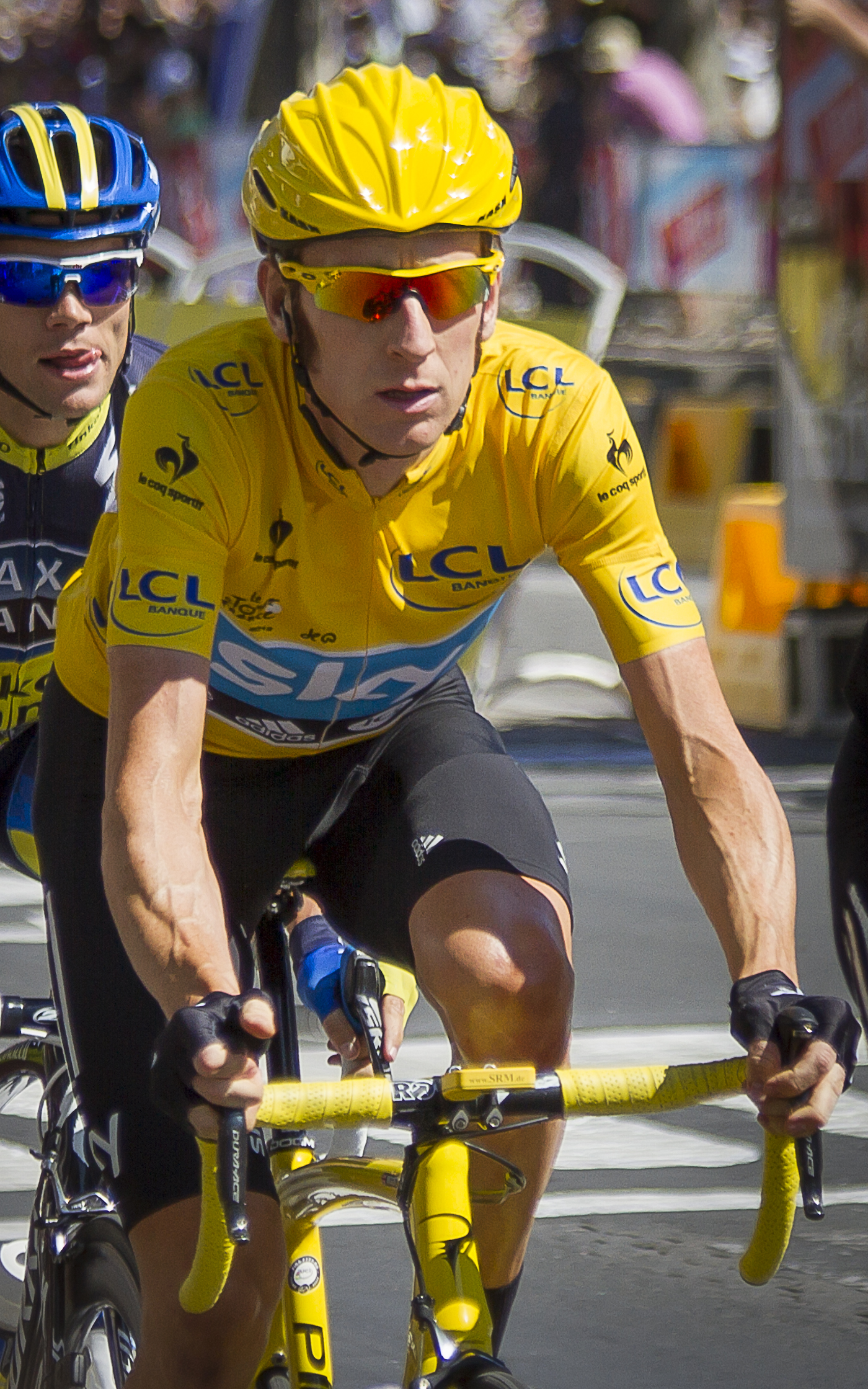
Wiggins bei seinem Tour-Sieg 2012

2012 gelang es ihm, die Gesamtwertung der Tour de France zu gewinnen. Es war der erste Sieg eines Briten in der 109-jährigen Geschichte der Frankreich-Rundfahrt.
Im gleichen Jahr gewann er bei den Olympischen Sommerspielen in London die Goldmedaille im Einzelzeitfahren. Zum Saisonabschluss wurde ihm das Vélo d’Or verbunden mit dem Titel Radsportler des Jahres 2012 zuerkannt.
Im August 2013 gab Wiggins bekannt, noch ein Jahr für das Team Sky auf der Straße Rennen zu fahren und dann wieder mit Hinblick auf die Olympischen Spiele 2016 in Rio de Janeiro auf die Bahn zu wechseln. Nachdem er von seinem Team nicht für die Tour de France 2014 nominiert worden war, startete er bei den Commonwealth Games 2014 auf der Bahn.
In Interviews äußerte er sich kritisch zum Straßenradsport: „Ich habe irgendwie genug vom Straßenradsport […] ich genieße ihn nicht mehr. Er ist so politisch und bürokratisch geworden.“ Zudem gebe es im Straßenradsport keine Loyalität, während man im Bahnradsport „wie eine Familie“ zusammenhalte.
Während der UCI-Straßen-Weltmeisterschaften 2014, bei denen Wiggins den Titel des Weltmeisters im Einzelzeitfahren errang, kündigte er an, 2015 den Stundenweltrekord verbessern zu wollen. Im Januar 2015 stellte er seine neue Mannschaft mit dem Namen Team Wiggins vor, welches mit den Teamkollegen Steven Burke, Mark Christian, Jon Dibben, Owain Doull, Iain Paton, Daniel Patten, Andy Tennant und Michael Thompson bei der Vorbereitung für die Bahnwettbewerbe der Olympischen Sommerspiele 2016 in Rio unterstützen soll. Sein Vertrag bei Sky lief noch bis zum 30. April 2015.
Sein letztes UCI WorldTour-Rennen bestritt er bei Paris–Roubaix, wo er mit Siegambitionen startete, aber nur 18. wurde.
Für das Team Wiggins startete er erstmals am 1. Mai 2015 bei der Tour de Yorkshire.

### Rückkehr auf die Bahn und Stundenweltrekord
Am 7. Juni 2015 stellte Bradley Wiggins im Lee Valley Velodrome in London, das für die Olympischen Spiele 2012 errichtet worden war, vor 6000 Zuschauern einen neuen Stundenweltrekord über 54,526 km auf.
Bei den Bahneuropameisterschaften 2015 gewann er mit dem britischen Team den Titel in der Mannschaftsverfolgung.
Im Februar 2016 berichtete Wiggins in einem Interview mit der englischen Zeitung The Telegraph, seine Rückkehr in das britische Bahn-Team sei entscheidend auf die Verpflichtung des deutschen Trainers Heiko Salzwedel als britischer Nationaltrainer für die Ausdauerdisziplinen zurückzuführen: „Heiko ist wie Louis van Gaal oder einer dieser anderen erfahrenen europäischen Manager. Er hat seine Philosophie, und er hält sich daran.“
Im selben Jahr wurde Wiggins für den Start bei den Olympischen Spielen in Rio de Janeiro nominiert; es war seine fünfte Teilnahme an Olympischen Spielen. Gemeinsam mit Ed Clancy, Owain Doull und Steven Burke errang er die Goldmedaille in der Mannschaftsverfolgung.
Sein letztes Rennen auf der Straße sollte ursprünglich die Abu Dhabi Tour im Oktober 2016 sein. Den dortigen Start sagte Wiggins jedoch ab, um seine Teilnahme am London Six Day nicht zu gefährden, wo er mit Cavendish Rang zwei belegte. Anschließend fuhren die beiden Sportler noch das Sechstagerennen von Gent. Im Dezember 2016 wurde zunächst bekannt, dass Wiggins’ Name im Great Britain Cycling Team Olympic Podium Programme für das Jahr 2017 aufgeführt war.
Am 28. Dezember wurde jedoch sein Rücktritt vom aktiven Sport bekannt.

### Rudersport seit 2017
Im Juni 2017 erklärte Wiggins, dass er sich für die Olympischen Spiele 2020 in Tokio im Rudern qualifizieren wolle. Er gab sein Debüt im Dezember des Jahres bei den britischen Hallen-Rudermeisterschaften, belegte aber nur einen enttäuschenden 21. Platz. Im September 2018 erklärte er, er habe seine Ambitionen in diese Richtung aufgegeben. Er habe nicht genug Zeit, um ausreichend zu trainieren.

## Privates und Berufliches
Bradley Wiggins ist der Sohn des australischen Radrennfahrers Gary Wiggins. Dessen englische Ehefrau Linda, Bradleys Mutter, ging mit ihren Kindern aus Belgien nach Großbritannien zurück, nachdem ihr Mann sie verlassen hatte. Bradley Wiggins war zu diesem Zeitpunkt zwei Jahre alt und hatte anschließend 14 Jahre lang keinen Kontakt zu seinem Vater. Im September 2012 erzählte der frühere Radrennfahrer Maurice Burton in einem Interview, Bradley Wiggins habe von seinem Vater den Mittelnamen Marc erhalten, damit sein Name abgekürzt BMW sei.
Wiggins begann 2004 mit dem Schreiben von Kolumnen für den Observer bzw. den Guardian.
2009 veröffentlichte Bradley Wiggins seine Autobiografie In Pursuit of Glory. Darin geht er auf seine schwierige Beziehung zu seinem Vater Gary ein. Er berichtet auch, dass er nach den Olympischen Spielen 2004 in Athen depressiv geworden sei und mit dem Trinken angefangen habe. Durch die Geburt seines Sohnes Ben und die Erinnerung daran, wie er selbst von seinem alkoholkranken Vater verlassen worden war, sei er jedoch zur Besinnung gekommen.
Bei seiner Teilnahme an der Sportshow The Jump brach sich Wiggins im Februar 2017 das Bein.
Im September 2017 enthüllte Wiggins in dessen Geburtsort Haswell einen Gedenkstein für den Radsportler Tom Simpson, der am 30. September 80 Jahre alt geworden wäre. Wiggins: „He was my hero.“
2019 war Wiggins als Experte für den Sender Eurosport bei der Tour de France tätig. Im August des Jahres erklärte er, dass er sich für ein Studium der Sozialarbeit einschreiben wolle.
Im November 2022 berichtete die Online-Seite Cycling Weekly, dass Wiggins hoch verschuldet sei. Nachdem im Jahr 2020 seine Unternehmen Wiggins Rights Limited und New Team Cycling Limited bankrottgegangen waren, gab es Forderungen von insgesamt 14 Gläubigern, die inzwischen auf 979.953 Britische Pfund (1.120.993,84 Euro) angewachsen seien. Die Gläubiger versuchten, ihre Forderungen über eine Wirtschaftsprüfungsgesellschaft einzutreiben, indem das Unternehmen versuche, den Verbleib von Fahrradausrüstungen und Motorrädern herauszufinden, um damit die Forderungen zu befrieden. Ein Sprecher von Wiggins gab an, dass diese Gegenstände gestohlen worden seien und von der Polizei gesucht würden.
Im März 2023 machte Wiggins öffentlich, dass er als 12- und 13-Jähriger von seinem ersten Trainer sexuell missbraucht worden war.
Anfang Juni 2024 wurde Wiggins vom Bezirksgericht Lancaster für insolvent erklärt.
In einem Interview im Mai 2025 gab er an, dass er nach dem Karriereende ein „funktionierender Süchtiger“ gewesen sei. Er habe jahrelang große Mengen an Kokain zu sich genommen. Er konnte sich nach eigenen Angaben im Jahr 2024 von der Sucht befreien.
Wiggins war  verheiratet und hat zwei Kinder.

## Bücher
- Bradley Wiggins: In Pursuit of Glory. 1. Auflage. The Orion Publishing Group, London 2009, ISBN 978-0-7528-9863-6 (britisches Englisch, 278 S.).
- Bradley Wiggins: My Time: An Autobiography. 1. Auflage. Yellow Jersey Press, London 2012, ISBN 0-224-09212-X (britisches Englisch, 320 S.).

## Auszeichnungen
2012 wurde Wiggins zur BBC Sports Personality of the Year gewählt.
Am 29. Dezember 2012 wurde er von Königin Elisabeth II. zum Knight Bachelor ernannt.
Bradley Wiggins wurde mit der Aufnahme in die Hall of Fame des europäischen Radsportverbandes Union Européenne de Cyclisme geehrt.

## Sportliche Erfolge

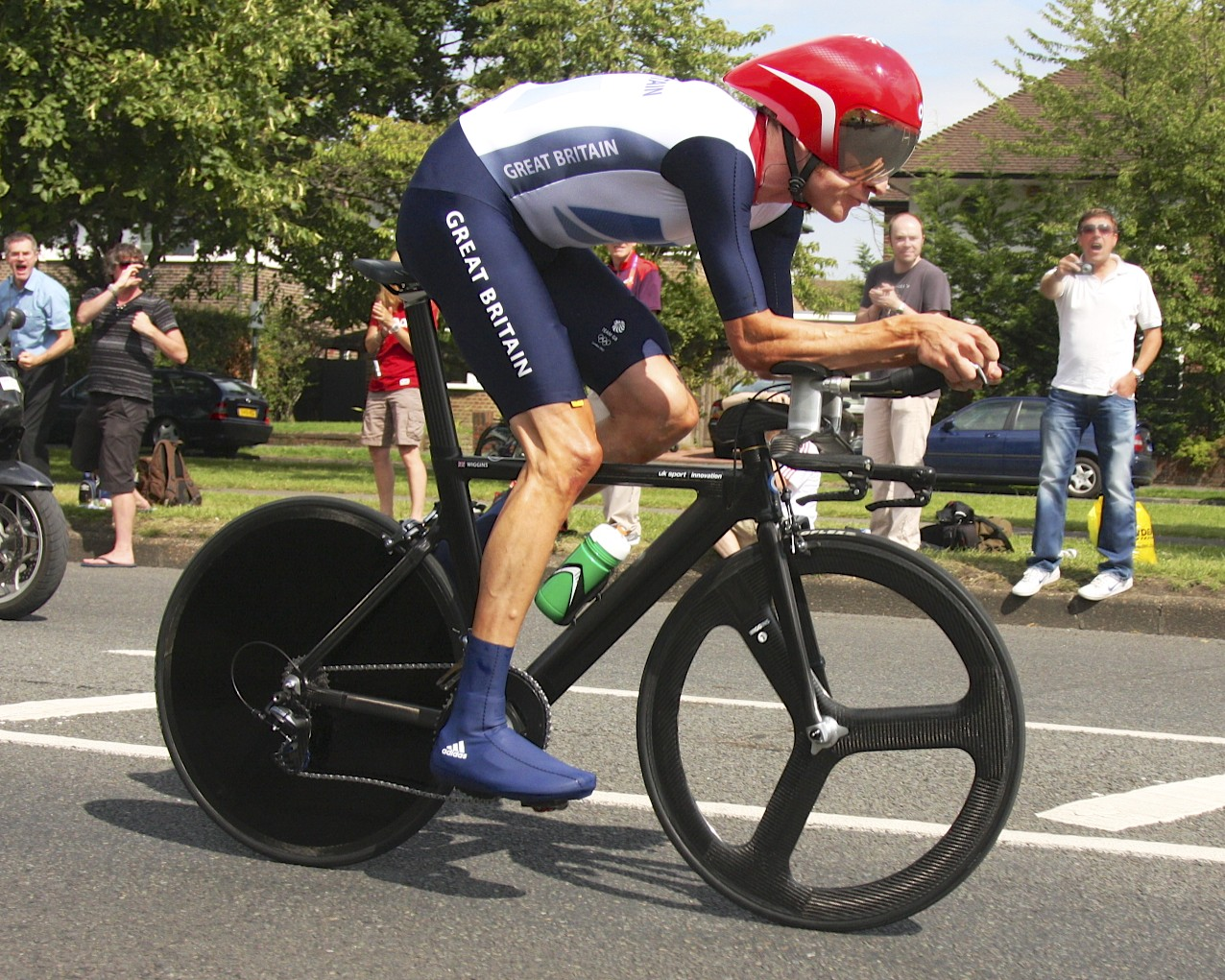
Wiggins im Einzelzeitfahren bei den Olympischen Spielen 2012

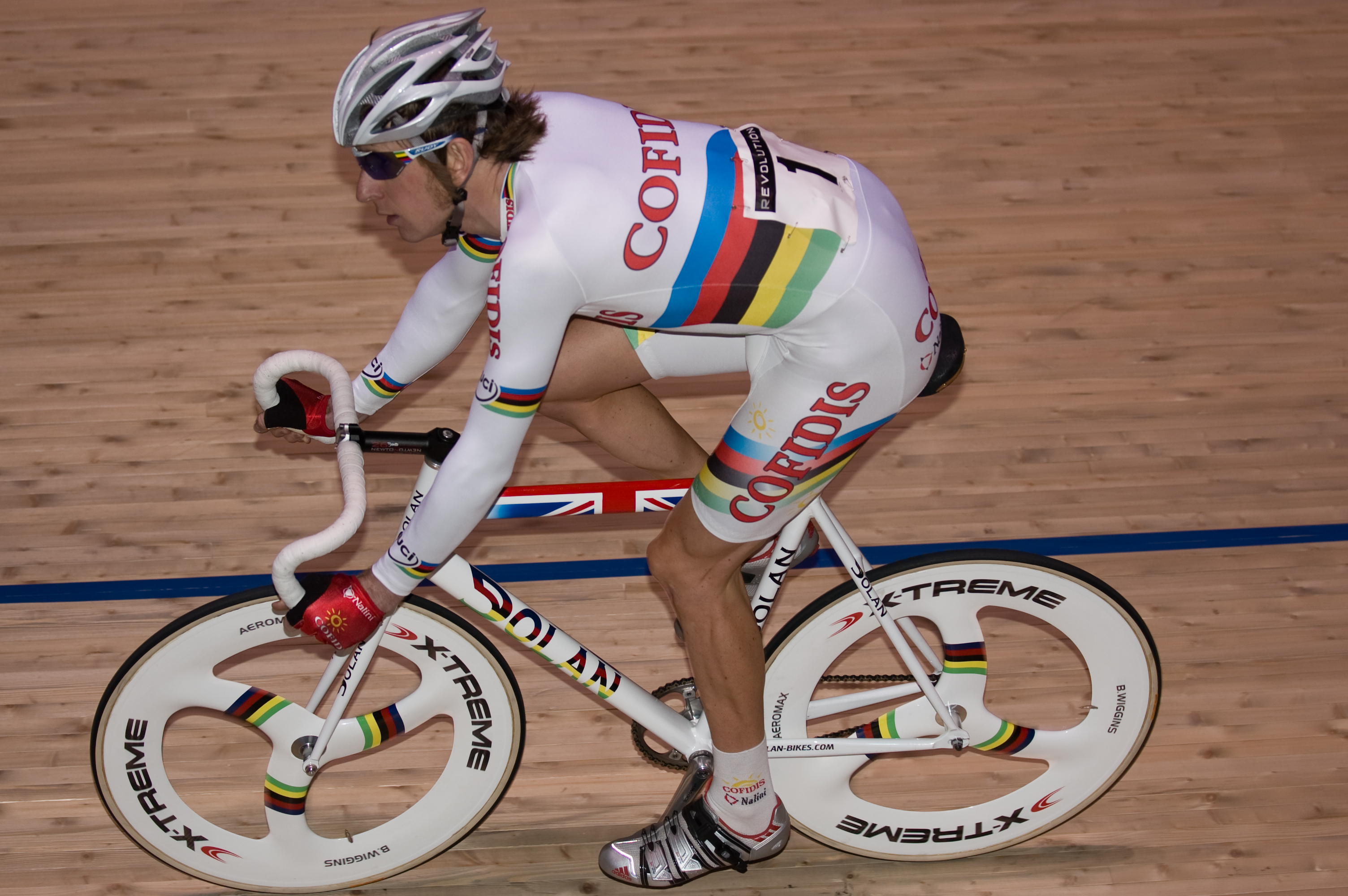
Bradley Wiggins bei einem Bahnrennen (2007)

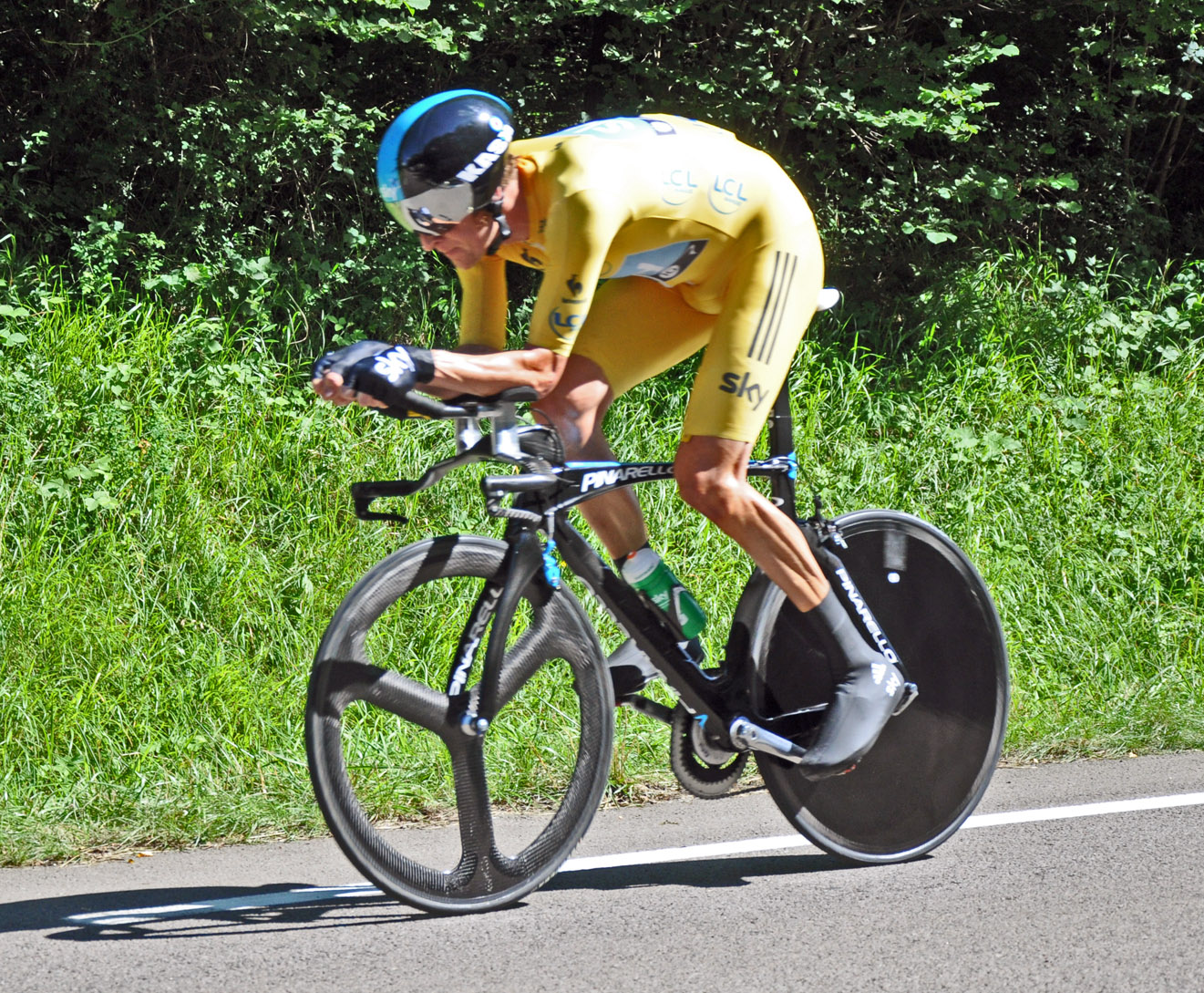
Bradley Wiggins auf dem Weg zu seinem ersten Tour-de-France-Etappensieg beim Einzelzeitfahren auf der 9. Etappe 2012

### Olympische Medaillen
2000
 Mannschaftsverfolgung
2004
 4 km Einerverfolgung
 Mannschaftsverfolgung
 Madison
2008
 4 km Einerverfolgung
 Mannschaftsverfolgung
2012
 Einzelzeitfahren
2016
 Mannschaftsverfolgung

### Weltmeisterschaften
2000 UCI-Bahn-Weltmeisterschaften 2000
 Mannschaftsverfolgung
2001 UCI-Bahn-Weltmeisterschaften 2001
 Mannschaftsverfolgung
2002 UCI-Bahn-Weltmeisterschaften 2002
 Mannschaftsverfolgung
2003 UCI-Bahn-Weltmeisterschaften 2003
 4 km Einerverfolgung
 Mannschaftsverfolgung
2007 UCI-Bahn-Weltmeisterschaften 2007
 4 km Einerverfolgung
 Mannschaftsverfolgung
2008 UCI-Bahn-Weltmeisterschaften 2008
 4 km Einerverfolgung
 Mannschaftsverfolgung
 Madison (mit Mark Cavendish)
2011 UCI-Straßen-Weltmeisterschaften 2011
 Einzelzeitfahren
2013 UCI-Straßen-Weltmeisterschaften 2013
 Einzelzeitfahren
2014 UCI-Straßen-Weltmeisterschaften 2014
 Einzelzeitfahren
2016 UCI-Bahn-Weltmeisterschaften 2016
 Madison (mit Mark Cavendish)
 Mannschaftsverfolgung

### Commonwealth Games
1998 Commonwealth Games 1998
 Mannschaftsverfolgung (mit Colin Sturgess, Jon Clay, Matt Illingworth und Rob Hayles)
2002 Commonwealth Games 2002
 Einerverfolgung
 Mannschaftsverfolgung (mit Bryan Steel, Chris Newton, Paul Manning und Steve Cummings)
2014 Commonwealth Games 2014
 Mannschaftsverfolgung (mit Ed Clancy, Steven Burke und Andrew Tennant)

### Erfolge bei anderen Rennen
2003
- eine Etappe Tour de l’Avenir
- Sechstagerennen von Gent

2005
- eine Etappe Circuit de Lorraine
- eine Etappe Tour de l’Avenir

2007
- Duo Normand (mit Michiel Elijzen)
- eine Etappe Tour du Poitou-Charentes
- Prolog Critérium du Dauphiné Libéré
- eine Etappe Quatre Jours de Dunkerque

2009
- Gesamtwertung und eine Etappe Herald Sun Tour
- Britischer Meister – Einzelzeitfahren
- eine Etappe Driedaagse van De Panne-Koksijde
- Mannschaftszeitfahren Tour of Qatar

2010
- Britischer Meister – Einzelzeitfahren
- eine Etappe Giro d’Italia
- Mannschaftszeitfahren Tour of Qatar

2011
- Gesamtwertung Critérium du Dauphiné
- eine Etappe Bayern-Rundfahrt
- Britischer Meister – Straßenrennen

2012
- eine Etappe Volta ao Algarve
- Gesamtwertung, eine Etappe und Punktewertung Paris–Nice
- Gesamtwertung und zwei Etappen Tour de Romandie
- Gesamtwertung und eine Etappe Critérium du Dauphiné
- Gesamtwertung und zwei Etappen Tour de France

2013
- Mannschaftszeitfahren Giro del Trentino
- Mannschaftszeitfahren Giro d’Italia
- eine Etappe Tour de Pologne
- Gesamtwertung und eine Etappe Tour of Britain

2014
- Gesamtwertung und eine Etappe Kalifornien-Rundfahrt
- Britischer Meister – Einzelzeitfahren
- eine Etappe Tour of Britain

2015
- eine Etappe Driedaagse van De Panne-Koksijde
- Europameister – Mannschaftsverfolgung

2016
- Sechstagerennen von Gent (mit Mark Cavendish)

## Grand Tours-Platzierungen
| Grand Tour            | 2003 | 2004 | 2005 | 2006 | 2007 | 2008 | 2009 | 2010 | 2011 | 2012 | 2013 | 2014 |
| --------------------- | ---- | ---- | ---- | ---- | ---- | ---- | ---- | ---- | ---- | ---- | ---- | ---- |
| Giro d’ItaliaGiro     | DNF  | –    | 123  | –    | –    | 134  | 71   | 40   | –    | –    | DNF  | –    |
| Tour de FranceTour    | –    | –    | –    | 123  | DNF  | –    | 3    | 24   | DNF  | 1    | –    | –    |
| Vuelta a EspañaVuelta | –    | –    | –    | –    | –    | –    | –    | –    | 2    | –    | –    | –    |